# 川野快晴
川野 快晴（かわの かいせい、2001年1月17日 - ）は、日本の男性俳優。兵庫県出身。Lucolort所属。

## 略歴
第29回ジュノン・スーパーボーイ・コンテスト出身。
2025年4月6日、NHK Eテレ『ニャンちゅう!宇宙!放送チュー!』の初代おにいさんに就任。

## 人物
趣味はフィルムカメラ集め、乗馬、ドラム、ギター。特技は水泳、野球。

## 出演

### テレビドラマ
- ここは今から倫理です。（2021年1月16日 - 3月13日、NHK総合） - 近藤陸 役[4]
- 大河ドラマ 青天を衝け（2021年、NHK） - 守山 役
- 科捜研の女 season21 第7話（2021年12月2日、テレビ朝日） - 西尾ユズキ 役
- 恋の病と野郎組 Season2 第5話（2022年2月21日、日本テレビ）
- 金田一少年の事件簿 第1話（2022年4月25日、日本テレビ） - 生徒 役
- 特捜9 season5 最終話（2022年6月22日、テレビ朝日） - 少年 役[5]
- ヒロイン誕生！ドラマチックなオンナたち（ 2022年10月、NHK］
- すきすきワンワン！  第4話（2023年3月、日本テレビ）
- 大河ドラマ どうする家康（2023年6月、NHK）
- 無限オーディション（2023年7月、TOKYO MX）- 水上圭吾役
- 王様戦隊キングオージャー 第23話・第25話・第49話・第50話（2023年8月6日・20日、2024年2月18日・25日 テレビ朝日） - コフキ 役
- トリリオンゲーム 第4話（2023年8月、TBS）
- たそがれ優作  第5話（2023年11月、BSテレ東）
- 肝臓を奪われた妻 第3話（2024年4月17日、日本テレビ）[6]
- 過保護な若旦那様の甘やかし婚 最終話（2024年6月28日、MBS） - フロア係 役

### ウェブドラマ
- 県北高校焚き火部の野望（2022年9月30日配信、いばキラTV） - ハカセ（常田博） 役
- 王様戦隊キングオージャー ラクレス王の秘密 第1話・第3話（2023年4月23日・7月16日、YouTube） - コフキ 役

### テレビ番組
- ニャンちゅう!宇宙!放送チュー!（2025年4月6日 - 、NHK Eテレ） - 初代おにいさん・カイセイ[7]

### オリジナルビデオ
- テン・ゴーカイジャー（2022年、東映ビデオ） - 丹羽野将年 役[8]

### 広告
- クーパービジョン「clariti」（2021年4月）
- ケロッグ「プリングルズ」（2021年4月）
- ヤマダデンキ 「ヤマダから新生活」(2022年1月)
- 東芝三菱電機産業システム株式会社（TMEIC）(2022年08月)
- インクリー「インクリーならできるよ！」(2022年10月)
- 東京ディズニーリゾート「春キャン」(2022年11月)
- 日清製粉ウェルナ マ･マー THE PASTA 今日はどれにする？篇(2023年02月)
- O-net「最近変わった姉」篇(2023年04月)
- 「クロノス」(2023年10月)
- LIFULL HOME’S 新生活応援WEBムービー「おせっかいな母の願い」篇
- JR東日本サービスクリエーション「グリーンアテンド募集」(2024年2月)
- 任天堂 Nintendo Switch 2024春 CM（2024年3月）